# Hapalomus minutus
Hapalomus minutus is een rondwormensoort uit de familie van de Desmoscolecidae.